# GDPD3
GDPD3 (англ. Glycerophosphodiester phosphodiesterase domain containing 3) – білок, який кодується однойменним геном, розташованим у людей на 16-й хромосомі. Довжина поліпептидного ланцюга білка становить 318 амінокислот, а молекулярна маса — 36 596.
| 10         |  | 20         |  | 30         |  | 40         |  | 50         |
| ---------- |  | ---------- |  | ---------- |  | ---------- |  | ---------- |
| MSLLLYYALP |  | ALGSYAMLSI |  | FFLRRPHLLH |  | TPRAPTFRIR |  | LGAHRGGSGE |
| LLENTMEAME |  | NSMAQRSDLL |  | ELDCQLTRDR |  | VVVVSHDENL |  | CRQSGLNRDV |
| GSLDFEDLPL |  | YKEKLEVYFS |  | PGHFAHGSDR |  | RMVRLEDLFQ |  | RFPRTPMSVE |
| IKGKNEELIR |  | EIAGLVRRYD |  | RNEITIWASE |  | KSSVMKKCKA |  | ANPEMPLSFT |
| ISRGFWVLLS |  | YYLGLLPFIP |  | IPEKFFFCFL |  | PNIINRTYFP |  | FSCSCLNQLL |
| AVVSKWLIMR |  | KSLIRHLEER |  | GVQVVFWCLN |  | EESDFEAAFS |  | VGATGVITDY |
| PTALRHYLDN |  | HGPAARTS   |  |            |  |            |  |            |

A: Аланін

C: Цистеїн

D: Аспарагінова кислота

E: Глутамінова кислота

F: Фенілаланін

G: Гліцин

H: Гістидин

I: Ізолейцин

K: Лізин

L: Лейцин

M: Метіонін

N: Аспарагін

P: Пролін

Q: Глутамін

R: Аргінін

S: Серин

T: Треонін

V: Валін

W: Триптофан

Кодований геном білок за функцією належить до гідролаз. 
Задіяний у такому біологічному процесі, як альтернативний сплайсинг. 
Білок має сайт для зв'язування з іонами металів. 
Локалізований у мембрані.